# هانگنبیتن
هانگنبیتن (به فرانسوی: Hangenbieten) یک کمون در فرانسه با جمعیت ۱٬۴۹۵ نفر است که در Canton of Mundolsheim واقع شده‌است.